# Pollenia umbrifera
Pollenia umbrifera är en tvåvingeart som först beskrevs av Walker 1861.  Pollenia umbrifera ingår i släktet vindsflugor, och familjen spyflugor. Inga underarter finns listade i Catalogue of Life.